# Garn en Eckene
Garn en Eckene (Zweeds: Garn och Eckene) is een småort in de gemeente Lilla Edet in het landschap Västergötland en de provincie Västra Götalands län in Zweden. Het småort heeft 78 inwoners (2005) en een oppervlakte van 27 hectare. Eigenlijk bestaat het småort uit twee verschillende plaatsen: Garn en Eckene. Het småort ligt aan de Europese weg 45 en net ten westen van het småort stroomt de rivier de Göta älv, de overige directe omgeving bestaat voornamelijk uit landbouwgrond en bos.